# Церковь Николая Чудотворца (Дубовое)
Церковь Николая Чудотворца — православный храм Липецкой епархии в селе Дубовое Чаплыгинского района Липецкой области.

## История
В 1789 году от 13 ноября благочинный доносил Тамбовской консистории, что «в селе Дубовом церковь каменного здания, (построение которой неизвестно), состоит к служению совсем не способная и нестаранием священников Петра Моисеева и Стефана Трофимова не перестраивается, а служба исправляется в другой деревянной церкви». Вследствие чего преосв. Тамбовским Феофаном было предписано: «послать из Тамбовской Консистории в Козловское дух. правление указ и велеть о церквах и о прочем учинить верные справки и со свидетельствами представить в консисторию».
Согласно резолюции преосвященного, Тамбовская консистория послала указ в Козловское духовное правление, которым требовало от него: «освидетельствовать в с. Дубовом каменную церковь Николаевскую, подлинно ли она ветха и о перестройке её священники старания не имеют — и то свидетельство прислать в консисторию». Для освидетельствования церкви в с. Дубовое откомандирован был один из присутствующих в духовном Правлении — г. Козлова Покровской церкви священник Антоний, который в Тамбовскую консисторию отправил донесение о Никольской с. Дубового церкви в таких словах: «хотя осмерик на оной церкви с главою и крышей крепки, только от тогдашнего ея построена, но не дойдено здателями до материка земного, фундамент стал трогаться, отчего из стен и перемычек падают кирпичи».
В 1790 году прихожанин села Дубового — однодворец Иван Васильев Саблин — в прошении своём о перестройке каменной Николаевской церкви писал: «В их кам. Николаевской церкви с приделом Модеста, патр. Иерусалимского другой год не совершается службы по ветхости церкви; вследствие чего он Саблин и все того села обыватели имеют усердное желание перестроить ветхую каменную церковь на том же месте и в тоже Чудотворца Николая наименование — без придела, своим собственным коштом, с употреблением и церковной суммы, которой имеется до 200 руб., а также с употреблением нового на неё материала, который, если позволено будет ту церковь перестроить, и искуплен быть имеет вскорости».
12 февраля 1791 года разрешено было церковь во имя св. Модеста разобрать, а вновь построить каменную же в честь Св. Николая, но с тем «чтобы на постройку её было употреблено из церковных сумм только 100 рублей, а прочие оставлены были в запасе для нужд церковных». 14 февраля была выдана храмозданная грамота.
Кладка каменной церкви началась в 1791 году, окончена постройка была только в 1805 году. Кроме престола в честь Св. Николая, значительно распространённого в 1859 году, при ней ныне существовал придел в честь Св. муч. Флора и Лавра.
Из памятников древности, бывших в церкви, обращает на себя внимание местночтимая древняя икона св. Николая, бывшая прежде, вероятно, храмовою мерою в длину 7 четвертей и 2 вершка, в ширину 11 вершков. В народе икона эта считается явленною и на колодец, находящийся в 2 верстах от села, указывают, как на место явления этой иконы. К находящейся близ колодезя часовни ежегодно на Духов день был совершаем крестный ход, который, по распоряжению епархиального начальства, в 1840 году был запрещён. При Никольской церкви имеется неприкосновенного капитала в количестве 2000 руб., положен, в 1869 году крестьянином Николаем Щеголевым. Из зданий, принадлежащих церкви, существуют только богадельня и одна лавка.
В приходе, состоящем из одного только села, при 672 дворах в 1885 году представителей мужского пола — 2366, женского пола — 2361. В причт при Никольской церкви по штату 1885 года положены 2 священника, 1 диакон и 2 псаломщика.
В 1939 году церковь была разрушена, а спустя некоторое время на этом месте построена средняя школа, которая существовала до июля 2009 года и была закрыта.
Вышеупомянутый храм не сохранился. Рядом с местом, где стоял прежний храм, в 2004 году был построен новый, в честь святителя Николая. Неподалёку находится почитаемый многими жителями района святой источник.
Настоятелем храма является иерей Олег Бородин (родился 1 мая 1976 года в Липецке).